# Lafayette County (Arkansas)
Das Lafayette County ist ein County im US-Bundesstaat Arkansas. Der Verwaltungssitz (County Seat) ist Lewisville. Das County gehört zu den Dry Countys, was bedeutet, dass der Verkauf von Alkohol eingeschränkt oder verboten ist.

## Geographie
Das County liegt im Südwesten von Arkansas, grenzt im Süden an Louisiana, ist im Westen etwa 30 km von Texas entfernt und hat eine Fläche von 1412 Quadratkilometern, wovon 48 Quadratkilometer Wasserfläche sind. Es grenzt an folgende Countys und Parishes:
|                          | Hempstead County           | Nevada County              |
| Miller County            |                            | Columbia County            |
| Caddo Parish (Louisiana) | Bossier Parish (Louisiana) | Webster Parish (Louisiana) |

## Geschichte

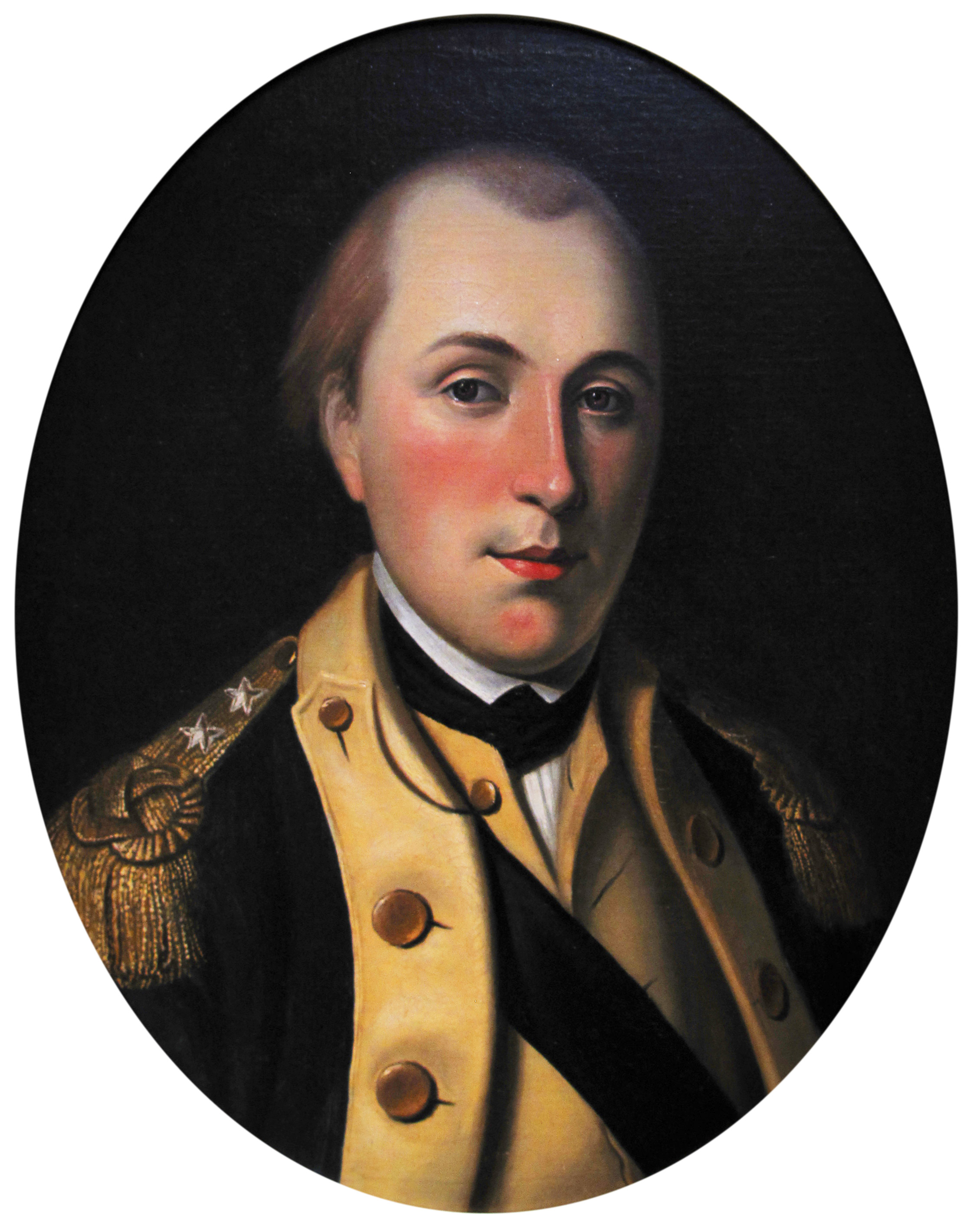
La Fayette

Das Lafayette County wurde am 15. Oktober 1827 aus Teilen des Hempstead County gebildet.
Benannt wurde es nach dem Marquis de La Fayette (1757–1834), einem französischen Politiker und General, der auf Seiten der Kolonisten am Amerikanischen Unabhängigkeitskrieg teilnahm und auch eine wichtige Rolle in der Französischen Revolution spielte.

## Demografische Daten
Nach der Volkszählung im Jahr 2010 lebten im Lafayette County 7645 Menschen in 3130 Haushalten. Die Bevölkerungsdichte betrug 5,6 Einwohner pro Quadratkilometer.
Ethnisch betrachtet setzte sich die Bevölkerung zusammen aus 60,7 Prozent Weißen, 37,2 Prozent Afroamerikanern, 0,2 Prozent amerikanischen Ureinwohnern, 0,3 Prozent Asiaten sowie aus anderen ethnischen Gruppen; 0,8 Prozent stammten von zwei oder mehr Ethnien ab. Unabhängig von der ethnischen Zugehörigkeit waren 1,7 Prozent der Bevölkerung spanischer oder lateinamerikanischer Abstammung.
In den 3130 Haushalten lebten statistisch je 2,45 Personen.
21,1 Prozent der Bevölkerung waren unter 18 Jahre alt, 60,6 Prozent waren zwischen 18 und 64 und 18,3 Prozent waren 65 Jahre oder älter. 51,5 Prozent der Bevölkerung war weiblich.
Das jährliche Durchschnittseinkommen eines Haushalts lag bei 27.951 USD. Das Prokopfeinkommen betrug 17.593 USD. 25,7 Prozent der Einwohner lebten unterhalb der Armutsgrenze.

## Kultur und Sehenswürdigkeiten

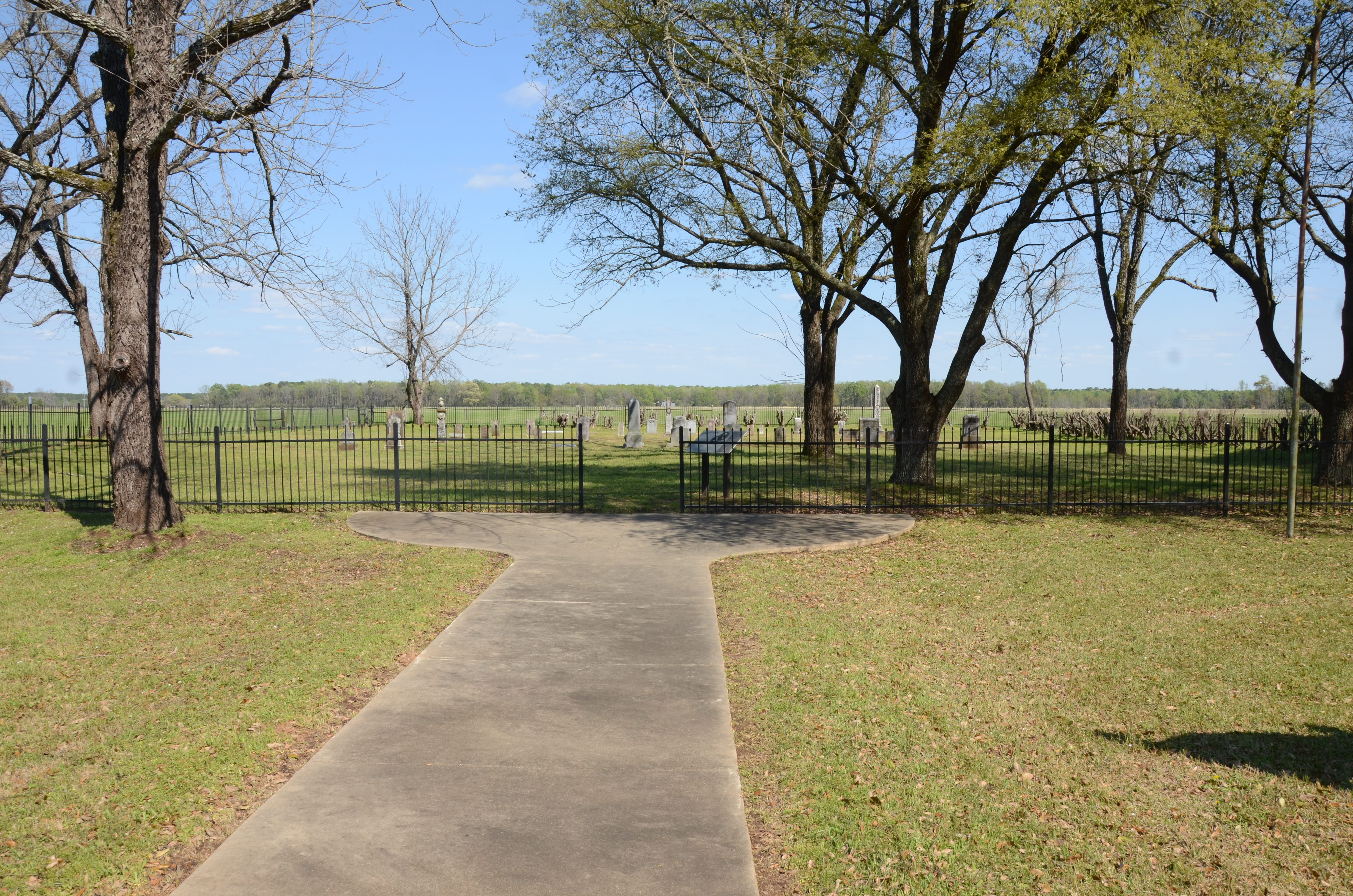
Der Conway Cemetery (2016). Dieser Friedhof wurde im November 1977 als erstes Objekt des County im NRHP eingetragen.

Zehn Bauwerke und Stätten des Countys sind im National Register of Historic Places („Nationales Verzeichnis historischer Orte“; NRHP) eingetragen (Stand 10. Mai 2022), darunter zwei Kirchen, ein Friedhof und das Gerichts- und Verwaltungsgebäude des County.

## Orte im Lafayette County
- Apalco
- Baker
- Boyd Hill
- Bradley
- Buckner
- Burton Mill
- Canale
- Canfield
- Forest Grove
- Gin City
- Grants
- Kizer
- Kress City
- Lerch
- Lewisville
- McKamie
- Midway
- Old Town
- Piney Grove
- Pleasant Valley
- Shiloh
- Stamps
- State Line
- Walnut Hill

Townships
- Baker Township
- French Township
- Hadley Township
- La Grange Township
- Mars Hill Township
- Roane Township
- Russell Township
- Steel Township
- Walker Creek Township